# アーチボルド・ステュアート (第13代マリ伯爵)
第13代マリ伯爵アーチボルド・ジョージ・ステュアート（英語: Archibald George Stuart, 13th Earl of Moray、1810年3月3日 – 1872年2月12日）は、イギリスの貴族。

## 生涯
第10代マリ伯爵フランシス・ステュアートと2人目の妻マーガレット・ジェーン・エインズリー（Margaret Jane Ainslie、1837年4月3日没、サー・フィリップ・エインズリーの娘）の息子として、1810年3月3日に生まれた。
1829年にイギリス陸軍に入隊、1839年に第6西インド連隊の大尉に昇進し、以降中佐に昇進して1861年に引退した。
1867年11月8日に異母兄ジョンが死去すると、マリ伯爵の爵位を継承した。
1872年2月12日に死去、生涯未婚だったため弟ジョージ・フィリップが爵位を継承した。